# الفك المفترس (رواية)
الفك المفترس (بالإنجليزية: Jaws)‏ هي رواية صدرت عام 1974 من تأليف بيتر بينشلي. وتحكي قصة سمكة من نوع «قرش أبيض كبير» ورحلة ثلاثة رجال للقضاء عليها. القصة مستوحاة من أحداث حقيقية، مثل هجمات سمك القرش عند ساحل نيو جيرسي عام 1916 التي أسفرت عن سقوط أربعة قتلى على مدى 12 يوما. حققت الرواية نجاحا كبيرا عندما نشرت في فبراير 1974، وكانت على قائمة أفضل الكتب مبيعا لنحو 44 أسبوعا.
تم اقتباس الرواية لإنتاج فيلم الفك المفترس من إخراج ستيفن سبيلبرغ، وصدر في يونيو عام 1975. تم حذف العديد من الحبكات الجانبية البسيطة من الرواية في الفيلم الذي ركز أكثر على أسماك القرش عوضا عن ذلك. وأصبح الفيلم الأكثر دخلا على الإطلاق حتى تاريخه، ويعتبر فيلم فاصلا في تاريخ السينما. وأعقب ذلك بثلاثة أجزاء أخرى.
تتحدث الرواية عن قرش أبيض يرعب الناس عن طريق مهاجمته لهم في المياه وانطلاق ثلاثة رجال لمحاولة إيقافه وتستند الرواية على سلسلة هجمات حقيقية حدثت في نيو جيرسي، ولكن المشتبه فيه كان قرشاً من نوع «قرش الثور».